# إيزابيل هيرلوفسن
إيزابيل لين هيرلوفسن (بالنرويجية البوكمول: Isabell Herlovsen)‏ (23 يونيو 1988)، هي لاعبة كرة قدم نرويجية، تلعب في مركز الهجوم لصالح نادي فوليرينغا للسيدات، ولمنتخب النرويج.
إيزابيل هي ابنة لاعب كرة القدم السابق كاي إيريك هيرلوفسن، وولدت في ألمانيا عندما كان يلعب لصالح بوروسيا مونشنغلادباخ. بدأت لعب مع المنتخب في سن ال16، وأصبحت أصغر لاعبة في بطولة أمم أوروبا 2005 وأصغر لاعبة تسجل في تاريخ البطولة في 9 يونيو 2005 عندما سجلت ضد فرنسا في مباراة انتهت بالتعادل 1–1.

## مشوارها
بدأت إيزابيل مشوارها في نادي كولبوتن سنة 2004 ولعبت معه 5 مواسم حققت فيهم الدوري النرويجي مرتين وكأس النرويج للسيدات. ظهرت أول مرة مع المنتخب في سن ال16، في أول بطولة لها وهي بطولة أمم أوروبا 2005، أصبحت إيزابيل أصغر لاعبة في البطولة، وسجلت هدفين، هدف ضد فرنسا في مرحلة المجموعات وهدف ضد السويد في نصف النهائي، حيث وصلت النرويج إلى النهائي وخسرت ضد ألمانيا 3–1.
في كأس العالم للسيدات 2007 في الصين، سجلت إيزابيل هدفا في مرحلة المجموعات ضد غانا. وسجلت أيضا في نصف النهائي هدف الفوز 1–0 ضد البلد المضيف. وخسرت النرويج في نصف النهائي من ألمانيا مرة أخرى. في 9 يونيو 2008، اختيرت إيزابيل في تشكيلة المنتخب الوطني للمشاركة في الألعاب الأولمبية الصيفية 2008.
في أغسطس 2009 اختيرت إيزابيل ضمن تشكيلة المنتخب للمشاركة في بطولة أمم أوروبا للسيدات 2009 وسجلت هدفا في الربع النهائي ضد السويد في مباراة انتهت ب1–3، وخسرت في نصف النهائي ضد ألمانيا 3–1.
في 28 أكتوبر 2009، وبالحاح من والديها انتقلت إيزابيل إلى أولمبيك ليون، ولعبت أول مباراة معه يوم 8 نوفمبر 2009. وسجلت أول هدف يوم 7 مارس 2010، حيث سجلت ثنائية في مباراة انتهت ب 6–1 ضد موريت في كأس فرنسا للسيدات. بعدها شاركت في نهائي دوري أبطال أوروبا للسيدات 2010.
في فبراير 2017 وقعت إيزابيل عقدا مع النادي الصيني جيانغسو سونينغ، وسجلت في أول ظهور لها مع النادي. ثم بعدها انتقلت إلى نادي فوليرينغا النرويجي.

## الإحصائيات
الاحصائيات صحيحة اعتبارا من 5 مايو 2015
| الموسم  | النادي       | الدرجة                       | الدوري    | الدوري  | الكأس     | الكأس   | المجموع   | المجموع |
| الموسم  | النادي       | الدرجة                       | المباريات | الأهداف | المباريات | الأهداف | المباريات | الأهداف |
| ------- | ------------ | ---------------------------- | --------- | ------- | --------- | ------- | --------- | ------- |
| 2004    | كولبوتن      | الدوري النرويجي              | 10        | 6       | 3         | 4       | 13        | 10      |
| 2005    | كولبوتن      | الدوري النرويجي              | 18        | 13      | 4         | 2       | 22        | 15      |
| 2006    | كولبوتن      | الدوري النرويجي              | 11        | 4       | 0         | 0       | 11        | 4       |
| 2007    | كولبوتن      | الدوري النرويجي              | 15        | 5       | 2         | 1       | 17        | 6       |
| 2008    | كولبوتن      | الدوري النرويجي              | 14        | 7       | 0         | 0       | 14        | 7       |
| 2009    | كولبوتن      | الدوري النرويجي              | 22        | 13      | 0         | 0       | 22        | 13      |
| 2009–10 | أولمبيك ليون | الدوري الفرنسي الدرجة الأولى | 9         | 0       | 1         | 1       | 10        | 1       |
| 2011    | كفينر        | الدوري النرويجي              | 16        | 6       | 1         | 1       | 17        | 7       |
| 2012    | كفينر        | الدوري النرويجي              | 22        | 25      | 3         | 2       | 25        | 27      |
| 2013    | كفينر        | الدوري النرويجي              | 17        | 5       | 1         | 1       | 18        | 6       |
| 2014    | كفينر        | الدوري النرويجي              | 20        | 15      | 4         | 7       | 24        | 22      |
| 2015    | كفينر        | الدوري النرويجي              | 12        | 19      | 2         | 2       | 14        | 21      |
| 2016    | كفينر        | الدوري النرويجي              | 21        | 30      | 4         | 9       | 25        | 39      |
| المجموع | المجموع      | المجموع                      | 207       | 148     | 25        | 30      | 232       | 178     |

## الألقاب

### النادي

#### كولبوتن
- الدوري النرويجي: 2005، 2006
- كأس النرويج: 2007

#### ليون
- الدوري الفرنسي: 2009–10
- دوري أبطال أوروبا: الوصيف 2010

#### كفينر
- الدوري النرويجي: 2012، 2014
- كأس النرويج: 2014

#### جيانغسو سونينغ
- الدوري الصيني: 2017

### الفردية
- هدافة الدوري النرويجي 2012 (25 هدف)